# Acarepipona curvirufolineata
Acarepipona curvirufolineata är en stekelart som först beskrevs av Cameron 1910.  Acarepipona curvirufolineata ingår i släktet Acarepipona och familjen Eumenidae. Inga underarter finns listade i Catalogue of Life.